# Grammy Awards 2011
Am 13. Februar 2011 wurden im Staples Center von Los Angeles die Grammy Awards 2011 verliehen. Es war die 53. Verleihung des Grammys, des wichtigsten US-amerikanischen Musikpreises. Gewürdigt wurden Anfang 2011 die musikalischen Leistungen, die zwischen dem 1. September 2009 und dem 30. September 2010 veröffentlicht worden waren.
Vergeben werden 108 Auszeichnungen in 30 Bereichen. Die Nominierten wurden am 1. Dezember 2010 bekanntgegeben. Mit fünf Preisen am erfolgreichsten schnitt die US-amerikanische Country-Band Lady Antebellum ab, die unter anderem in den allgemeinen Kategorien Bester Song und Beste Single triumphieren konnte. Die weiteren Preise waren sehr verteilt: Lady Gaga, Jay-Z, die Black Keys und John Legend & the Roots wurden jeweils dreimal ausgezeichnet. Favorit Eminem mit zehn Nominierungen erhielt am Ende nur zwei Rap-Grammys.
Große Überraschungen waren die kanadische Band Arcade Fire mit dem Album des Jahres The Suburbs und die Jazzsängerin Esperanza Spalding als Newcomerin des Jahres, die sich als Außenseiter jeweils gegen namhafte Konkurrenz durchsetzten.
Das Deutsche Symphonie-Orchester Berlin und der Rundfunkchor Berlin wurden für ihre gemeinsame Opernaufnahme von L’amour de loin unter der Leitung des amerikanischen Dirigenten Kent Nagano ausgezeichnet.

## Auftritte
| Künstler                                                                        | Lieder |
| ------------------------------------------------------------------------------- | --- |
| Yolanda Adams Christina Aguilera Jennifer Hudson Martina McBride Florence Welch | Tribut an Aretha Franklin: "(You Make Me Feel Like) A Natural Woman" Ain't No Way" (Aguilera) "Until You Come Back to Me (That's What I'm Gonna Do)" (McBride) "Think" (Welch) "Respect" (Hudson) "Spirit in the Dark" (Adams) "Sisters Are Doin’ It for Themselves" |
| Lady Gaga                                                                       | "Born This Way" |
| Miranda Lambert                                                                 | "The House That Built Me" |
| Muse                                                                            | "Uprising" |
| B.o.B Bruno Mars Janelle Monáe                                                  | "Nothin’ on You" Grenade" Cold War" |
| Justin Bieber Jaden Smith                                                       | "Baby" Never Say Never" |
| Usher                                                                           | "OMG" |
| Mumford & Sons The Avett Brothers Bob Dylan                                     | "The Cave" Head Full of Doubt" Maggie’s Farm" |
| Lady Antebellum                                                                 | "If You Don’t Know Me by Now" American Honey" Need You Now" |
| CeeLo Green Gwyneth Paltrow The Muppets                                         | "Fuck You!" |
| Katy Perry                                                                      | "Not Like the Movies" "Teenage Dream" |
| Norah Jones John Mayer Keith Urban                                              | "Jolene" |
| Eminem Adam Levine Rihanna Skylar Grey Dr. Dre                                  | "Love the Way You Lie (Part II)" I Need a Doctor" |
| Mick Jagger Raphael Saadiq                                                      | "Everybody Needs Somebody to Love" Tribute to Solomon Burke |
| Barbra Streisand                                                                | "Evergreen (Love Theme from A Star Is Born)" |
| Rihanna Drake                                                                   | "What’s My Name?" |
| Arcade Fire                                                                     | "Month of May" Ready to Start" |

## Hauptkategorien
Single des Jahres (Record of the Year):
- Need You Now von Lady Antebellum
- nominiert waren außerdem:
  - Nothin’ on You von B.o.B featuring Bruno Mars
  - Love the Way You Lie von Eminem featuring Rihanna
  - Fuck You! von CeeLo Green
  - Empire State of Mind von Jay-Z & Alicia Keys

Album des Jahres (Album of the Year):
- The Suburbs von Arcade Fire
- nominiert waren außerdem:
  - Recovery von Eminem
  - The Fame Monster von Lady Gaga
  - Need You Now von Lady Antebellum
  - Teenage Dream von Katy Perry

Song des Jahres (Song of the Year):
- Need You Now von Lady Antebellum (Autoren: Dave Haywood, Josh Kear, Charles Kelley, Hillary Scott)
- nominiert waren außerdem:
  - Beg Steal or Borrow von Ray LaMontagne and the Pariah Dogs (Autoren: Ray LaMontagne)
  - Fuck You! von CeeLo Green (Autoren: CeeLo Green, Brody Brown, Ari Levine, Philip Lawrence, Bruno Mars)
  - The House That Built Me von Miranda Lambert (Autoren: Tom Douglas, Allen Shamblin)
  - Love the Way You Lie von Eminem Featuring Rihanna (Autoren: Alexander Grant, Holly Hafferman, Marshall Mathers)

Bester neuer Künstler (Best New Artist):
- Esperanza Spalding
- nominiert waren außerdem:
  - Justin Bieber
  - Drake
  - Florence and the Machine
  - Mumford & Sons

## Pop
Beste weibliche Gesangsdarbietung – Pop (Best Female Pop Vocal Performance):
- Bad Romance von Lady Gaga
- nominiert waren außerdem:
  - King of Anything von Sara Bareilles
  - Halo (Live) von Beyoncé
  - Chasing Pirates von Norah Jones
  - Teenage Dream von Katy Perry

Beste männliche Gesangsdarbietung – Pop (Best Male Pop Vocal Performance):
- Just the Way You Are von Bruno Mars
- nominiert waren außerdem:
  - Haven't Met You Yet von Michael Bublé
  - This Is It von Michael Jackson
  - Whataya Want from Me von Adam Lambert
  - Half of My Heart von John Mayer

Beste Darbietung eines Duos oder einer Gruppe mit Gesang – Pop (Best Pop Performance by a Duo or Group with Vocals):
- Hey, Soul Sister (Live) von Train
- nominiert waren außerdem:
  - Don’t Stop Believin’ (Regionals Version) von Glee Cast
  - Misery von Maroon 5
  - The Only Exception von Paramore
  - Babyfather von Sade

Beste Zusammenarbeit mit Gesang – Pop (Best Pop Collaboration with Vocals):
- Imagine von Herbie Hancock, Pink, India.Arie, Seal, Konono Nº1, Jeff Beck & Oumou Sangaré
- nominiert waren außerdem:
  - Airplanes, Part II von B.o.B, Eminem & Hayley Williams
  - If It Wasn't for Bad von Elton John & Leon Russell
  - Telephone von Lady Gaga & Beyoncé
  - California Gurls von Katy Perry & Snoop Dogg

Beste Instrumentaldarbietung – Pop (Best Pop Instrumental Performance):
- Nessun dorma von Jeff Beck
- nominiert waren außerdem:
  - Flow von Laurie Anderson
  - No Mystery von Stanley Clarke
  - Orchestral Intro von Gorillaz
  - Sleepwalk von The Brian Setzer Orchestra

Bestes Instrumentalalbum – Pop (Best Pop Instrumental Album):
- Take Your Pick von Larry Carlton & Tak Matsumoto
- nominiert waren außerdem:
  - Pushing the Envelope von Gerald Albright
  - Heart and Soul von Kenny G
  - Singularity von Robby Krieger
  - Everything Is Everything: The Music of Donny Hathaway von Kirk Whalum

Bestes Gesangsalbum – Pop (Best Pop Vocal Album):
- The Fame Monster von Lady Gaga
- nominiert waren außerdem:
  - My World 2.0 von Justin Bieber
  - I Dreamed a Dream von Susan Boyle
  - Battle Studies von John Mayer
  - Teenage Dream von Katy Perry

## Dance
Beste Dance-Aufnahme (Best Dance Recording):
- Only Girl (In the World) von Rihanna
- nominiert waren außerdem:
  - Rocket von Goldfrapp
  - In for the Kill von La Roux
  - Dance in the Dark von Lady Gaga
  - Dancing on My Own von Robyn

Bestes Electronic-/Dance-Album (Best Electronic/Dance Album):
- La Roux von La Roux
- nominiert waren außerdem:
  - These Hopeful Machines von BT
  - Further von The Chemical Brothers
  - Head First von Goldfrapp
  - Black Light von Groove Armada

## Traditioneller Pop
Bestes Gesangsalbum – Traditioneller Pop (Best Traditional Pop Vocal Album):
- Crazy Love von Michael Bublé
- nominiert waren außerdem:
  - The Greatest Love Songs of All Time von Barry Manilow
  - Let It Be Me: Mathis in Nashville von Johnny Mathis
  - Fly Me to the Moon… The Great American Songbook Volume V von Rod Stewart
  - Love Is the Answer von Barbra Streisand

## Rock
Beste Solo-Gesangsdarbietung – Rock (Best Solo Rock Vocal Performance):
- Helter Skelter von Paul McCartney
- nominiert waren außerdem:
  - Run Back to Your Side von Eric Clapton
  - Crossroads von John Mayer
  - Silver Rider von Robert Plant
  - Angry World von Neil Young

Beste Darbietung eines Duos oder einer Gruppe mit Gesang – Rock (Best Rock Performance by a Duo or Group with Vocals):
- Tighten Up von den Black Keys
- nominiert waren außerdem:
  - Ready to Start von Arcade Fire
  - I Put a Spell on You von Jeff Beck & Joss Stone
  - Radioactive von Kings of Leon
  - Resistance von Muse

Beste Hard-Rock-Darbietung (Best Hard Rock Performance):
- New Fang von Them Crooked Vultures
- nominiert waren außerdem:
  - A Looking in View von Alice in Chains
  - Let Me Hear You Scream von Ozzy Osbourne
  - Black Rain von Soundgarden
  - Between the Lines von Stone Temple Pilots

Beste Metal-Darbietung (Best Metal Performance):
- El Dorado von Iron Maiden
- nominiert waren außerdem:
  - Let the Guilt Go von Korn
  - In Your Words von Lamb of God
  - Sudden Death von Megadeth
  - World Painted Blood von Slayer

Beste Darbietung eines Rockinstrumentals (Best Rock Instrumental Performance):
- Hammerhead von Jeff Beck
- nominiert waren außerdem:
  - Black Mud von den Black Keys
  - Do the Murray von Los Lobos
  - Kundalini Bonfirevom Dave Matthews & Tim Reynolds
  - The Deathless Horsie von Dweezil Zappa

Bester Rocksong (Best Rock Song):
- Angry World von Neil Young (Autor: Neil Young)
- nominiert waren außerdem:
  - Little Lion Man von Mumford & Sons (Autoren: Ted Dwane, Ben Lovett, Marcus Mumford, Winston Marshall)
  - Radioactive von Kings of Leon (Autoren: Caleb Followill, Jared Followill, Matthew Followill, Nathan Followill)
  - Resistance von Muse (Autor: Matthew Bellamy)
  - Tighten Up von den Black Keys (Autoren: Dan Auerbach, Patrick Carney)

Bestes Rock-Album (Best Rock Album):
- The Resistance von Muse
- nominiert waren außerdem:
  - Emotion & Commotion von Jeff Beck
  - Backspacer von Pearl Jam
  - Mojo von Tom Petty and the Heartbreakers
  - Le Noise von Neil Young

## Alternative
Bestes Alternative-Album (Best Alternative Music Album):
- Brothers von den Black Keys
- nominiert waren außerdem:
  - The Suburbs von Arcade Fire
  - Infinite Arms von Band of Horses
  - Broken Bells von Broken Bells
  - Contra von Vampire Weekend

## Rhythm & Blues
Beste weibliche Gesangsdarbietung – R&B (Best Female R&B Vocal Performance):
- Bittersweet von Fantasia
- nominiert waren außerdem:
  - Gone Already von Faith Evans
  - Everything to Me von Monica
  - Tired von Kelly Price
  - Holding You Down (Going in Circles) von Jazmine Sullivan

Beste männliche Gesangsdarbietung – R&B (Best Male R&B Vocal Performance):
- There Goes My Baby von Usher
- nominiert waren außerdem:
  - Second Chance von El DeBarge
  - Finding My Way Back von Jaheim
  - Why Would You Stay von Kem
  - We're Still Friends von (Kirk Whalum &) Musiq Soulchild

Beste Darbietung eines Duos oder einer Gruppe mit Gesang – R&B (Best R&B Performance by a Duo or Group with Vocals):
- Soldier of Love von Sade
- nominiert waren außerdem:
  - Love von Chuck Brown, Jill Scott & Marcus Miller
  - Take My Time von Chris Brown & Tank
  - You've Got a Friend von Ronald Isley & Aretha Franklin
  - Shine von John Legend & the Roots

Beste Gesangsdarbietung – Traditioneller R&B (Best Traditional R&B Vocal Performance):
- Hang On in There von John Legend & the Roots
- nominiert waren außerdem:
  - When a Woman Loves von R. Kelly
  - You're so Amazing von Calvin Richardson
  - In Between von Ryan Shaw
  - Go (Live) von Betty Wright

Beste Urban-/Alternative-Darbietung (Best Urban/Alternative Performance):
- Fuck You! von CeeLo Green
- nominiert waren außerdem:
  - Little One von Bilal
  - Orion von Carolyn Malachi
  - Tightrope von Janelle Monáe & Big Boi
  - Still von Eric Roberson

Bester R&B-Song (Best R&B Song):
- Shine von John Legend & the Roots (Autor: John Stephens)
- nominiert waren außerdem:
  - Bittersweet von Fantasia (Autoren: Charles Harmon, Claude Kelly)
  - Finding My Way Back von Jaheim (Autoren: Ivan „Orthodox“ Barias, Curt Chambers, Carvin „Ransum“ Haggins, Jaheim Hoagland)
  - Second Chance von El DeBarge (Autoren: Mischke J. Butler, Eldra P. Debarge)
  - Why Would You Stay von Kem (Autor: Kem Owens)

Bestes R&B-Album (Best R&B Album):
- Wake Up! von John Legend & the Roots
- nominiert waren außerdem:
  - The Love & War Masterpeace von Raheem DeVaughn
  - Back to Me von Fantasia
  - Another Round von Jaheim
  - Still Standing von Monica

Bestes zeitgenössisches R&B-Album (Best Contemporary R&B Album):
- Raymond v. Raymond von Usher
- nominiert waren außerdem:
  - Graffiti von Chris Brown
  - Untitled von R. Kelly
  - Transition von Ryan Leslie
  - The ArchAndroid von Janelle Monáe

## Rap
Beste Solodarbietung – Rap (Best Rap Solo Performance):
- Not Afraid von Eminem
- nominiert waren außerdem:
  - Over von Drake
  - How Low von Ludacris
  - I'm Back von T.I.
  - Power von Kanye West

Beste Darbietung eines Duos oder einer Gruppe – Rap (Best Rap Performance by a Duo or Group):
- On to the Next One von Jay-Z & Swizz Beatz
- nominiert waren außerdem:
  - Shutterbugg von Big Boi & Cutty
  - Fancy von Drake, T.I. & Swizz Beatz
  - My Chick Bad von Ludacris & Nicki Minaj
  - Lose My Mind von Jeezy & Plies

Beste Zusammenarbeit – Rap/Gesang (Best Rap/Sung Collaboration):
- Empire State of Mind von Jay-Z & Alicia Keys
- nominiert waren außerdem:
  - Nothin’ on You von B.o.B & Bruno Mars
  - Deuces von Chris Brown, Tyga & Kevin McCall
  - Love the Way You Lie von Eminem & Rihanna
  - Wake Up! Everybody von John Legend, the Roots, Melanie Fiona & Common

Bester Rap-Song (Best Rap Song):
- Empire State of Mind Jay-Z & Alicia Keys (Autoren: Shawn Carter, Angela Hunte, Burt Keyes, Alicia Keys, Jane't „Jnay“ Sewell-Ulepic, Alexander Shuckburgh)
- nominiert waren außerdem:
  - Love the Way You Lie von Eminem & Rihanna (Autoren: Alexander Grant, Holly Hafferman, Marshall Mathers)
  - Not Afraid von Eminem (Autoren: Matthew Burnett, Jordan Evans, Marshall Mathers, Luis Resto & Matthew Samuels)
  - Nothin’ on You von B.o.B & Bruno Mars (Autoren: Philip Lawrence, Ari Levine, Bruno Mars, Bobby Simmons Jr.)
  - On to the Next One von Jay-Z & Swizz Beatz (Autoren: Shawn Carter, Jessie Chaton & Kasseem Dean, Gaspard Auge & Xavier De Rosnay)

Bestes Rap-Album (Best Rap Album):
- Recovery von Eminem
- nominiert waren außerdem:
  - The Adventures of Bobby Ray von B.o.B
  - Thank Me Later von Drake
  - The Blueprint 3 von Jay-Z
  - How I Got Over von den Roots

## Country
Beste weibliche Gesangsdarbietung – Country (Best Female Country Vocal Performance):
- The House That Built Me von Miranda Lambert
- nominiert waren außerdem:
  - Satisfied von Jewel
  - Swingin'  von LeAnn Rimes
  - Temporary Home von Carrie Underwood
  - I'd Love to Be Your Last von Gretchen Wilson

Beste männliche Gesangsdarbietung – Country (Best Male Country Vocal Performance):
- 'Til Summer Comes Around von Keith Urban
- nominiert waren außerdem:
  - Macon von Jamey Johnson
  - Cryin' for Me (Wayman's Song) von Toby Keith
  - Turning Home von David Nail
  - Gettin' You Home von Chris Young

Beste Countrydarbietung eines Duos oder einer Gruppe (Best Country Performance by a Duo or Group with Vocal):
- Need You Now von Lady Antebellum
- nominiert waren außerdem:
  - Free von der Zac Brown Band
  - Elizabeth von Dailey & Vincent
  - Little White Church von Little Big Town
  - Where Rainbows Never Die von The SteelDrivers

Beste Zusammenarbeit mit Gesang – Country (Best Country Collaboration with Vocals):
- As She's Walking Away von Zac Brown Band & Alan Jackson
- nominiert waren außerdem:
  - Bad Angel von Dierks Bentley, Miranda Lambert & Jamey Johnson
  - Pride (In the Name of Love) von Dierks Bentley, Del McCoury & the Punch Brothers
  - Hillbilly Bone von Blake Shelton & Trace Adkins
  - I Run to You von Marty Stuart & Connie Smith

Beste Darbietung eines Countryinstrumentals (Best Country Instrumental Performance):
- Hummingbyrd von Marty Stuart
- nominiert waren außerdem:
  - Tattoo of a Smudge von Cherryholmes
  - Magic #9 von den Infamous Stringdusters
  - New Chance Blues von den Punch Brothers
  - Willow Creek von Darrell Scott

Bester Countrysong (Best Country Song):
- Need You Now von Lady Antebellum (Autoren: Dave Haywood, Josh Kear, Charles Kelley, Hillary Scott)
- nominiert waren außerdem:
  - The Breath You Take von George Strait (Autoren: Casey Beathard, Dean Dillon, Jessie Jo Dillon)
  - The House That Built Me von Miranda Lambert (Autoren: Tom Douglas, Allen Shamblin)
  - I'd Love to Be Your Last von Gretchen Wilson (Autoren: Rivers Rutherford, Annie Tate, Sam Tate)
  - If I Die Young von The Band Perry (Autor: Kimberly Perry)

Bestes Countryalbum (Best Country Album):
- Need You Now von Lady Antebellum
- nominiert waren außerdem:
  - Up on the Ridge von Dierks Bentley
  - You Get What You Give von der Zac Brown Band
  - The Guitar Song von Jamey Johnson
  - Revolution von Miranda Lambert

## New Age
Bestes New-Age-Album (Best New Age Album):
- Miho: Journey to the Mountain von Paul Winter Consort
- nominiert waren außerdem:
  - Ocean von Michael Brant DeMaria
  - Sacred Journey of Ku-Kai, Volume 4 von Kitarō
  - Dancing into Silence von R. Carlos Nakai, William Eaton & Will Clipman
  - Instrumental Oasis, Vol. 4 von Zamora

## Jazz
Bestes zeitgenössisches Jazzalbum (Best Contemporary Jazz Album):
- The Stanley Clarke Band von The Stanley Clarke Band
- nominiert waren außerdem:
  - Never Can Say Goodbye von Joey DeFrancesco
  - Now Is the Time von Jeff Lorber Fusion
  - To the One von John McLaughlin
  - Backatown von Trombone Shorty

Bestes Jazz-Gesangsalbum (Best Jazz Vocal Album):
- Eleanora Fagan (1915-1959): To Billie with Love From Dee Dee Bridgewater von Dee Dee Bridgewater
- nominiert waren außerdem:
  - Freddy Cole Sings Mr. B von Freddy Cole
  - When Lights Are Low von Denise Donatelli
  - Ages von Lorraine Feather
  - Water von Gregory Porter

Beste Solo-Jazzimprovisation (Best Improvised Jazz Solo):
- A Change Is Gonna Come von Herbie Hancock
- nominiert waren außerdem:
  - Solar von Alan Broadbent
  - Body and Soul von Keith Jarrett
  - Lonely Woman von Hank Jones
  - Van Gogh von Wynton Marsalis

Bestes Jazz-Instrumentalalbum, Einzelkünstler oder Gruppe (Best Jazz Instrumental Album, Individual or Group):
- Moody 4B vom James Moody
- nominiert waren außerdem:
  - Positootly! von John Beasley
  - The New Song and Dance von den Clayton Brothers
  - Historicity vom Vijay Iyer Trio
  - Providencia von Danilo Pérez

Bestes Album eines Jazz-Großensembles (Best Large Jazz Ensemble Album):
- Mingus Big Band Live at Jazz Standard von der Mingus Big Band
- nominiert waren außerdem:
  - Infernal Machines Darcy James Argue's Secret Society
  - Autumn: In Moving Pictures Jazz - Chamber Music Vol. 2 von Billy Childs Ensemble featuring The Ying String Quartet
  - Pathways vom Dave Holland Octet
  - 54 vom Metropole Orkest, John Scofield & Vince Mendoza

Bestes Latin-Jazz-Album (Best Latin Jazz Album):
- Chucho's Steps von Chucho Valdés and the Afro-Cuban Messengers
- nominiert waren außerdem:
  - Tango Grill von Pablo Aslan
  - Second Chance von Hector Martignon
  - Psychedelic Blues von Poncho Sanchez
  - ¡Bien Bien! vom Wayne Wallace Latin Jazz Quintet

## Gospel
Beste Gospeldarbietung (Best Gospel Performance):
- Grace von BeBe & CeCe Winans
- nominiert waren außerdem:
  - He Wants It All von Forever Jones
  - You Hold My World von Israel Houghton
  - Nobody Greater von VaShawn Mitchell
  - He's Been Just That Good von Kirk Whalum & Lalah Hathaway

Bester Gospelsong (Best Gospel Song):
- It's What I Do von Kirk Whalum & Lalah Hathaway (Autoren: Jerry Peters, Kirk Whalum)
- nominiert waren außerdem:
  - Beautiful Things von Gungor (Autoren: Lisa Gungor & Michael Gungor)
  - Better Than a Hallelujah von Amy Grant (Autoren: Sarah Hart, Chapin Hartford)
  - Our God von Chris Tomlin (Autoren: Jonas Myrin, Matt Redman, Jesse Reeves, Chris Tomlin)
  - Return to Sender von Ricky Skaggs (Autor: Gordon Kennedy)

Bestes Rock- oder Rap-Gospel-Album (Best Rock or Rap Gospel Album):
- Hello Hurricane von Switchfoot
- nominiert waren außerdem:
  - Church Music von der David Crowder Band
  - For Those Who Wait von Fireflight
  - Beautiful Things von Gungor
  - Rehab von Lecrae

Bestes zeitgenössisches/Pop-Gospelalbum (Best Pop/Contemporary Gospel Album):
- Love God. Love People. von Israel Houghton
- nominiert waren außerdem:
  - Beauty Will Rise von Steven Curtis Chapman
  - Pieces of a Real Heart von Sanctus Real
  - Mosaic von Ricky Skaggs
  - Tonight von TobyMac

Bestes Southern-, Country- oder Bluegrass-Gospelalbum (Best Southern, Country, or Bluegrass Gospel Album):
- The Reason von Diamond Rio
- nominiert waren außerdem:
  - Times Like These von Austins Bridge
  - Expecting Good Things von Jeff & Sheri Easter
  - Journey On von Ty Herndon
  - Live at Oak Tree: Karen Peck & New River von Karen Peck and New River

Bestes traditionelles Gospelalbum (Best Traditional Gospel Album):
- Downtown Church von Patty Griffin
- nominiert waren außerdem:
  - The Experience von Vanessa Bell Armstrong
  - A City Called Heaven von Shirley Caesar
  - Here I Am von Marvin Sapp
  - All in One von Karen Clark Sheard

Bestes zeitgenössisches R&B-Gospelalbum (Best Contemporary R&B Gospel Album):
- Still von BeBe & CeCe Winans
- nominiert waren außerdem:
  - Get Ready von Forever Jones
  - Love Unstoppable von Fred Hammond
  - Triumphant von VaShawn Mitchell
  - Aaron Sledge von Aaron Sledge

## Latin
Bestes Latin-Pop-Album (Best Latin Pop Album):
- Paraíso Express von Alejandro Sanz
- nominiert waren außerdem:
  - Poquita ropa von Ricardo Arjona
  - Alex Cuba von Alex Cuba
  - Boleto de entrada von Kany Garcia
  - Otra cosa von Julieta Venegas

Bestes Latin-Rock-, Alternative- oder Urban-Album (Best Latin Rock, Alternative or Urban Album):
- El existential von Grupo Fantasma
- nominiert waren außerdem:
  - Oro von ChocQuibTown
  - Amor vincit omnia von Draco
  - Bulevar 2000 von Nortec Collective Presents: Bostich+Fussible
  - 1977 von Ana Tijoux

Bestes Tropical-Latinalbum (Best Tropical Latin Album):
- Viva la tradición des Spanish Harlem Orchestra
- nominiert waren außerdem:
  - Sin salsa no hay paraiso von El Gran Combo de Puerto Rico
  - Asondeguerra von Juan Luis Guerra 4.40
  - Irrepetible von Gilberto Santa Rosa
  - 100 sones Cubanos von verschiedenen Interpreten (Produzenten: Edesio Alejandro, Nelson Estevez, Juan Hidalgo)

Bestes regionales mexikanisches Album (Best Regional Mexican Album):
- keine Nominierten, da es weniger als zehn Kandidaten gab

Bestes Tejano-Album (Best Tejano Album):
- Recuerdos von Little Joe & La Familia
- nominiert waren außerdem:
  - Sabes bien von Juan P. Moreno
  - In the Pocket von Joe Posada
  - Homenaje a mi padre von Sunny Sauceda y Todo Eso
  - Cookin von Tortilla Factory

Bestes Norteño-Album (Best Norteño Album):
- Classic von Intocable
- nominiert waren außerdem:
  - Indispensable von Angel Fresnillo
  - Ni hoy ni mañana von Gerardo Ortíz
  - Desde la cantina volumen 1 von Pesado
  - Intensamente von Principez de la Musica Norteña

Bestes Banda-Album (Best Banda Album):
- Enamórate de mí von El Güero y Su Banda Centenario
- nominiert waren außerdem:
  - Ando bien pedo von Banda los Recoditos
  - Caricias compradas… von Cuisillos
  - Con la fuerza del corrido von El Chapo
  - Todo depende de ti von La Arrolladora Banda El Limon

## American Roots
Bestes Americana-Album (Best Americana Album):
- You Are Not Alone von Mavis Staples
- nominiert waren außerdem:
  - The List von Rosanne Cash
  - Tin Can Trust von Los Lobos
  - Country Music von Willie Nelson
  - Band of Joy von Robert Plant

Bestes Bluegrass-Album (Best Bluegrass Album):
- Mountain Soul II von Patty Loveless
- nominiert waren außerdem:
  - Circles Around Me von Sam Bush
  - Family Circle von The Del McCoury Band
  - Legacy von der Peter Rowan Bluegrass-Band
  - Reckless von The SteelDrivers

Bestes traditionelles Blues-Album (Best Traditional Blues Album):
- Joined at the Hip von Pinetop Perkins & Willie „Big Eyes“ Smith
- nominiert waren außerdem:
  - Giant von James Cotton
  - Memphis Blues von Cyndi Lauper
  - The Well von Charlie Musselwhite
  - Plays Blues, Ballads & Favorites von Jimmie Vaughan

Bestes zeitgenössisches Blues-Album (Best Contemporary Blues Album):
- Living Proof von Buddy Guy
- nominiert waren außerdem:
  - Nothing's Impossible von Solomon Burke
  - Tribal von Dr. John and the Lower 911
  - Interpretations: The British Rock Songbook von Bettye LaVette
  - Live! In Chicago von Kenny Wayne Shepherd Band featuring Hubert Sumlin, Willie „Big Eyes“ Smith, Bryan Lee & Buddy Flett

Bestes traditionelles Folkalbum (Best Traditional Folk Album):
- Genuine Negro Jig von Carolina Chocolate Drops
- nominiert waren außerdem:
  - Onward and Upward von Luther Dickinson & the Sons of Mudboy
  - Memories of John von The John Hartford Stringband
  - Maria Muldaur & Her Garden of Joy von Maria Muldaur
  - Ricky Skaggs Solo: Songs My Dad Loved von Ricky Skaggs

Bestes zeitgenössisches Folk-Album (Best Contemporary Folk Album):
- God Willin' and the Creek Don't Rise von Ray LaMontagne and the Pariah Dogs
- nominiert waren außerdem:
  - Love Is Strange - En Vivo Con Tino von Jackson Browne & David Lindley
  - The Age of Miracles von Mary Chapin Carpenter
  - Somedays the Song Writes You von Guy Clark
  - Dream Attic von Richard Thompson

Bestes Album mit hawaiischer Musik (Best Hawaiian Music Album):
- Huana Ke Aloha von Tia Carrere
- nominiert waren außerdem:
  - Amy Hanaiali'i and Slack Key Masters of Hawaii von Amy Hānaialiʻi and Slack Key Masters of Hawaii
  - Polani von Daniel Ho
  - The Legend von Ledward Kaapana
  - Maui on My Mind - Hawaiian Slack Key Guitar von Jeff Peterson

Bestes Album mit indianischer Musik (Best Native American Music Album):
- 2010 Gathering of Nations Pow Wow: A Spirit's Dance von verschiedenen Interpreten (Produzenten: Derek Mathews, Dr. Lita Mathews, Melonie Mathews)
- nominiert waren außerdem:
  - XI von Bear Creek
  - Temptations: Cree Round Dance Songs von Northern Cree
  - Woodnotes Wyld: Historic Flute Sounds from the Dr. Richard W. Payne Collection von Peter Phippen

Bestes Album mit Zydeco- oder Cajun-Musik (Best Zydeco or Cajun Music Album):
- Zydeco Junkie von Chubby Carrier and The Bayou Swamp Band
- nominiert waren außerdem:
  - En Couleurs von Feufollet
  - Happy Go Lucky von D.L. Menard
  - Back Home von The Pine Leaf Boys
  - Creole Moon: Live at the Blue Moon Saloon von Cedric Watson et Bijou Créole

## Reggae
Bestes Reggae-Album (Best Reggae Album):
- Before the Dawn von Buju Banton
- nominiert waren außerdem:
  - Isaacs Meets Isaac von Gregory Isaacs & King Isaac
  - Revelation von Lee „Scratch“ Perry
  - Made in Jamaica von Bob Sinclar and Sly & Robbie
  - One Pop Reggae + von Sly & Robbie and The Family Taxi
  - Legacy an Acoustic Tribute to Peter Tosh von Andrew Tosh

## Weltmusik
Bestes traditionelles Weltmusikalbum (Best Traditional World Music Album):
- Ali and Toumani von Ali Farka Touré & Toumani Diabaté
- nominiert waren außerdem:
  - Pure Sounds von den Gyuto Monks of Tibet
  - I Speak Fula von Bassekou Kouyaté & Ngoni Ba
  - Grace vom Soweto Gospel Choir
  - Tango Universal von Vayo

Bestes zeitgenössisches Weltmusikalbum (Best Contemporary World Music Album):
- Throw Down Your Heart, Africa Sessions Part 2: Unreleased Tracks von Béla Fleck
- nominiert waren außerdem:
  - All in One von Bebel Gilberto
  - Õÿö von Angélique Kidjo
  - Bom Tempo von Sérgio Mendes
  - Om Namo Narayanaya: Soul Call von Chandrika Krishnamurthy Tandon

## Für Kinder
Bestes Musikalbum für Kinder (Best Musical Album for Children):
- Tomorrow's Children von Pete Seeger with The Rivertown Kids and Friends
- nominiert waren außerdem:
  - Here Comes Science von They Might Be Giants
  - Jungle Gym von Justin Roberts
  - Sunny Days von Battersby Duo
  - Weird Things Are Everywhere! von Judy Pancoast

Bestes gesprochenes Album für Kinder (Best Spoken Word Album for Children):
- Julie Andrews' Collection of Poems, Songs, and Lullabies von Julie Andrews & Emma Walton Hamilton
- nominiert waren außerdem:
  - Anne Frank: The Diary of a Young Girl: The Definitive Edition von Selma Blair
  - The Best Candy in the Whole World von Bill Harley
  - Healthy Food for Thought: Good Enough to Eat mit verschiedenen Sprechern (Produzenten: Jim Cravero, Paula Lizzi, Steve Pullara)
  - Nanny McPhee Returns von Emma Thompson

## Sprache
Bestes gesprochenes Album (Inklusive Poesie, Hörbücher und Erzählungen) (Best Spoken Word Album (Includes Poetry, Audio Books & Story Telling)):
- The Daily Show with Jon Stewart Presents Earth (The Audiobook) von Jon Stewart (mit Samantha Bee, Wyatt Cenac, Jason Jones, John Oliver und Sigourney Weaver)
- nominiert waren außerdem:
  - American on Purpose von Craig Ferguson
  - The Bedwetter von Sarah Silverman
  - A Funny Thing Happened on the Way to the Future… von Michael J. Fox
  - This Time Together: Laughter and Reflection von Carol Burnett
  - The Woody Allen Collection: Mere Anarchy, Side Effects, Without Feathers, Getting Even von Woody Allen

## Comedy
Bestes Comedyalbum (Best Comedy Album):
- Stark Raving Black von Lewis Black
- nominiert waren außerdem:
  - Cho Dependent von Margaret Cho
  - I Told You I Was Freaky von Flight of the Conchords
  - Kathy Griffin Does the Bible Belt von Kathy Griffin
  - Weapons of Self Destruction von Robin Williams

## Musical Show
Bestes Musical-Show-Album (Best Musical Show Album):
- American Idiot (featuring Green Day) von der Original-Broadway-Besetzung mit John Gallagher Jr., Michael Esper und anderen (Produzent: Billie Joe Armstrong; Musik: Green Day; Text: Billie Joe Armstrong)
- nominiert waren außerdem:
  - Fela! von der Broadway-Besetzung mit Sahr Ngaujah, Lillias White und anderen (Produzent: Robert Sher; Musik: Fela Anikulapo-Kuti; Text: Fela Anikulapo-Kuti)
  - A Little Night Music von der Broadway-Revival-Besetzung mit Catherine Zeta-Jones, Angela Lansbury und anderen (Produzent: Tommy Krasker; Musik: Stephen Sondheim; Text: Stephen Sondheim)
  - Promises, Promises von der neuen Broadway-Besetzung mit Sean Hayes, Kristin Chenoweth und anderen (Produzenten: David Caddick, David Lai; Musik: Burt Bacharach; Text: Hal David)
  - Sondheim on Sondheim von der Original-Broadway-Besetzung mit Barbara Cook, Vanessa Williams, Tom Wopat und anderen (Produzenten: Philip Chaffin, Tommy Krasker; Musik: Stephen Sondheim; Text: Stephen Sondheim)

## Film/Fernsehen/visuelle Medien
Bestes zusammengestelltes Soundtrackalbum für Film, Fernsehen oder andere visuelle Medien (Best Compilation Soundtrack Album for Motion Picture, Television or Other Visual Media):
- Crazy Heart von verschiedenen Interpreten
- nominiert waren außerdem:
  - Glee: The Music, Volume 1 von verschiedenen Interpreten
  - Treme von verschiedenen Interpreten
  - True Blood - Volume 2 von verschiedenen Interpreten
  - The Twilight Saga: Eclipse von verschiedenen Interpreten

Bestes komponiertes Soundtrackalbum für Film, Fernsehen oder andere visuelle Medien (Best Score Soundtrack Album for Motion Picture, Television or Other Visual Media):
- Toy Story 3 (Komponist: Randy Newman)
- nominiert waren außerdem:
  - Alice In Wonderland (Komponist: Danny Elfman)
  - Avatar (Komponist: James Horner)
  - Inception (Komponist: Hans Zimmer)
  - Sherlock Holmes (Komponist: Hans Zimmer)

Bester Song geschrieben für Film, Fernsehen oder andere visuelle Medien (Best Song Written for Motion Picture, Television or Other Visual Media):
- The Weary Kind von Ryan Bingham aus dem Film Crazy Heart (Autoren: Ryan Bingham & T Bone Burnett)
- nominiert waren außerdem:
  - Down on New Orleans von Dr. John aus dem Film The Princess And The Frog (Autor: Randy Newman)
  - I See You von Leona Lewis aus dem Film Avatar (Autoren: Simon Franglen, Kuk Harrell, James Horner)
  - Kiss Like Your Kiss von Lucinda Williams & Elvis Costello aus der Serie True Blood (Autor: Lucinda Williams)
  - This City von Steve Earle aus der Serie Treme (Autor: Steve Earle)

## Komposition/Arrangement
Beste Instrumentalkomposition (Best Instrumental Composition):
- The Path Among the Trees von dem Billy Childs Ensemble (Komponist: Billy Childs)
- nominiert waren außerdem:
  - Aurora von Patrick Williams The Big Band (Komponist: Patrick Williams)
  - Battle Circle von den Clayton Brothers (Komponist: Gerald Clayton)
  - Box of Cannoli von der Norrbotten Big Band (Komponist: Tim Hagans)
  - Fourth Stream… La Banda von dem Temple University Symphony Orchestra (Komponist: Bill Cunliffe)

Bestes Instrumentalarrangement (Best Instrumental Arrangement):
- Carlos von John Scofield, Vince Mendoza & Metropole Orkest (Arrangeur: Vince Mendoza)
- nominiert waren außerdem:
  - Fanfare for a New Day von Patrick Williams The Big Band (Arrangeur: Patrick Williams)
  - Itsbynne Reel von Dave Eggar (Arrangeur: Gil Goldstein)
  - Monet vom Jazz at Lincoln Center Orchestra (Arrangeur: Ted Nash)
  - Skip to My Lou von Frank Macchia (Arrangeur: Frank Macchia)

Bestes Instrumentalarrangement mit Gesangsbegleitung (Best Instrumental Arrangement Accompanying Vocalist(s)):
- Baba Yetu von Christopher Tin, Soweto Gospel Choir & Royal Philharmonic Orchestra (Arrangeur: Christopher Tin)
- nominiert waren außerdem:
  - Baby von Bobby McFerrin (Arrangeur: Roger Treece)
  - Based on a Thousand True Stories von Silje Nergaard & Metropole Orchestra Strings (Arrangeur: Vince Mendoza)
  - Don't Explain von Denise Donatelli (Arrangeur: Geoffrey Keezer)
  - Imagine von Herbie Hancock, Pink, Seal, Jeff Beck, India.Arie, Konono Nº1 & Oumou Sangaré (Arrangement: Herbie Hancock, Larry Klein)

## Packages
Bestes Aufnahme-Paket (Best Recording Package):
- Brothers von The Black Keys (Künstlerischer Leiter: Michael Carney)
- nominiert waren außerdem:
  - Eggs von Oh No Ono (Künstlerische Leitung: Malene Mathiasson, Malthe Fischer, Kristoffer Rom, Nis Svoldgård, Aske Zidore)
  - Hadestown von Anaïs Mitchell (Künstlerischer Leiter: Brian Grunert)
  - What Will We Be von Devendra Banhart (Künstlerische Leitung: Devendra Banhart & Jon Beasley)
  - Yonkers NY von Chip Taylor (Künstlerischer Leiter: Andrew Taray)

Bestes Paket als Box oder limitierte Ausgabe (Best Boxed or Special Limited Edition Package):
- Under Great White Northern Lights (Limited Edition Box Set) von The White Stripes (Künstlerische Leitung: Rob Jones & Jack White III)
- nominiert waren außerdem:
  - Light: On the South Side von verschiedenen Interpreten (Künstlerische Leitung: Tom Lunt, Rob Sevier, Ken Shipley)
  - Minotaur (Deluxe Edition) von The Pixies (Künstlerische Leitung: Jeff Anderson & Vaughan Oliver)
  - A Sideman's Journey (Limited Collector's Super Deluxe Box Set) von Voormann & Friends (Künstlerische Leitung: Daniel Reiss & Klaus Voormann)
  - Story Island von verschiedenen Interpreten (Künstlerischer Leiter: Qing-Yang Xiao)

## Album-Begleittexte
Bester Album-Begleittext (Best Album Notes):
- Keep an Eye on the Sky von Big Star (Verfasser: Robert Gordon)
- nominiert waren außerdem:
  - Alan Lomax in Haiti: Recordings for the Library of Congress, 1936–1937 von verschiedenen Interpreten (Verfasser: Gage Averill)
  - Side Steps von John Coltrane (Verfasser: Ashley Kahn)
  - There Breathes a Hope: The Legacy of John Work II and His Fisk Jubilee Quartet, 1909-1916 von Fisk University Jubilee Quartet (Verfasser: Doug Seroff)
  - True Love Cast Out All Evil von Roky Erickson with Okkervil River (Verfasser: Will Sheff)

## Historische Aufnahmen
Bestes historisches Album (Best Historical Album):
- The Beatles (The Original Studio Recordings) von The Beatles (Produzent der Zusammenstellung: Jeff Jones; Technik: Paul Hicks, Sean Magee, Guy Massey, Sam Okell, Steve Rooke)
- nominiert waren außerdem:
  - Alan Lomax in Haiti: Recordings for the Library of Congress, 1936–1937 von verschiedenen Interpreten (Produzenten der Zusammenstellung: Jeffrey A. Greenberg, David Katznelson, Anna Lomax Wood; Technik: Steve Rosenthal, Warren Russell-Smith)
  - The Complete Mother's Best Recordings… Plus! von Hank Williams (Produzenten der Zusammenstellung: Colin Escott, Mike Jason, Jett Williams; Technik: Joseph M. Palmaccio)
  - Not Fade Away: The Complete Studio Recordings and More von Buddy Holly (Produzent der Zusammenstellung: Andy McKaie; Technik: Erick Labson)
  - Where the Action Is! Los Angeles Nuggets 1965–1968 von verschiedenen Interpreten (Produzenten der Zusammenstellung: Alec Palao, Cheryl Pawelski, Andrew Sandoval; Technik: Dan Hersch, Andrew Sandoval)

## Produktion (ohne klassische Musik)
Beste Abmischung eines Albums (Best Engineered Album, Non-Classical):
- Battle Studies von John Mayer (Technik: Michael H. Brauer, Joe Ferla, Chad Franscoviak, Manny Marroquin)
- nominiert waren außerdem:
  - Dirty Side Down von Widespread Panic (Technik: John Keane)
  - Emotion & Commotion von Jeff Beck (Technik: Steve Lipson)
  - God Willin' and the Creek Don't Rise von Ray LaMontagne and The Pariah Dogs (Technik: Ryan Freeland)
  - Pink Elephant von N'dambi (Technik: Seth Presant, Leon F. Sylvers III)

Produzent des Jahres (Producer of the Year, Non-Classical):
- DJ Danger Mouse
- nominiert waren außerdem:
  - Rob Cavallo
  - Dr. Luke
  - RedOne
  - The Smeezingtons (Bruno Mars, Philip Lawrence, Ari Levine)

Beste Remix-Aufnahme (Best Remixed Recording, Non-Classical):
- Revolver (David Guetta's One Love Club Remix) von Madonna (Remix: David Guetta und Afrojack)
- nominiert waren außerdem:
  - Fantasy (Morgan Page Remix) von Nadia Ali (Remix: Morgan Page)
  - Funk Nasty (Wolfgang Gartner Remix Edit) von Andy Caldwell featuring Gram'ma Funk (Remix: Wolfgang Gartner)
  - Orpheus (Quiet Carnival) (Funk Generation Mix) von Sérgio Mendes (Remix: Mike Rizzo)
  - Sweet Disposition (Axwell & Dirty South Remix) von The Temper Trap (Remix: Axel Hedfors, Dragan Roganovic)

## Raumklang
Bestes Raumklang-Album (Best Surround Sound Album):
- Britten's Orchestra von Michael Stern & Kansas City Symphony (Technik: Keith O. Johnson, David Frost)
- nominiert waren außerdem:
  - The Incident von Porcupine Tree (Technik: Steven Wilson, Darcy Proper)
  - Parallax Eden von David Miles Huber (Technik: David Miles Huber)
  - Songs and Stories (Monster Music Version) von George Benson  (Technik: Don Murray, Sangwook Nam, Doug Sax, John Burk, Noel Lee, Marcus Miller)
  - Trondheimsolistene – In Folk Style von TrondheimSolistene (Technik: Morten Lindberg)

## Produktion (Klassische Musik)
Beste Abmischung eines Albums (Best Engineered Album, Classical):
- Daugherty: Metropolis Symphony; Deus Ex Machina von Giancarlo Guerrero & Nashville Symphony Orchestra (Technik: Mark Donahue, John Hill, Dirk Sobotka)
- Porter, Quincy: Complete Viola Works von Eliesha Nelson & John McLaughlin Williams (Technik: Leslie Ann Jones, Kory Kruckenberg, David Sabee)
- nominiert waren außerdem:
  - Have You Ever Been…? vom Turtle Island Quartet, Stefon Harris & Mike Marshall (Technik: Robert Friedrich)
  - Mackey, Steven: Dreamhouse von Gil Rose, Rinde Eckert, Catch Electric Guitar Quartet, Synergy Vocals & Boston Modern Orchestra Project (Technik: David Frost, Tom Lazarus, Steven Mackey, Dirk Sobotka)
  - Vocabularies von Bobby McFerrin (Technik: Steve Miller, Allen Sides, Roger Treece)

Produzent des Jahres (Producer of the Year, Classical):
- David Frost
- nominiert waren außerdem:
  - Blanton Alspaugh
  - Tim Handley
  - Marina A. Ledin, Victor Ledin
  - James Mallinson

## Klassische Musik
Bestes Klassik-Album (Best Classical Album):
- Verdi: Requiem von Ildar Abdrasakow, Olga Borodina, Barbara Frittoli & Mario Zeffiri; Chicago Symphony Orchestra; Chicago Symphony Chorus unter Leitung von Riccardo Muti
- nominiert waren außerdem:
  - Bruckner: Symphonies Nos. 3 & 4 vom Royal Concertgebouw Orchestra unter Leitung von Mariss Jansons
  - Daugherty: Metropolis Symphony; Deus Ex Machina von Terrence Wilson; Nashville Symphony Orchestra unter Leitung von Giancarlo Guerrero
  - Mackey, Steven: Dreamhouse vom Boston Modern Orchestra Project; Synergy Vocals unter Leitung von Gil Rose
  - Sacrificium von Il Giardino Armonico unter Leitung von Giovanni Antonini

Beste Orchesterdarbietung (Best Orchestral Performance):
- Daugherty: Metropolis Symphony; Deus Ex Machina Terrence Wilson; Nashville Symphony unter Leitung von Giancarlo Guerrero
- nominiert waren außerdem:
  - Bruckner: Symphonies Nos. 3 & 4 vom Royal Concertgebouw Orchestra unter Leitung von Mariss Jansons
  - Mackey, Steven: Dreamhouse vom Catch Electric Guitar Quartet; Boston Modern Orchestra Project; Synergy Vocals unter Leitung von Gil Rose
  - Salieri: Overtures & Stage Music vom Mannheimer Mozartorchester unter Leitung von Thomas Fey
  - Stravinsky: Pulcinella; Symphony in Three Movements; Four Études von Roxana Constantinescu, Kyle Ketelsen & Nicholas Phan; Chicago Symphony Orchestra unter Leitung von Pierre Boulez

Beste Opernaufnahme (Best Opera Recording):
- Saariaho: L’amour de loin vom Deutschen Symphonie-Orchester Berlin; Rundfunkchor Berlin unter Leitung von Kent Nagano (Produzent: Martin Sauer)
- nominiert waren außerdem:
  - Berg: Lulu vom Orchestra of the Royal Opera House unter Leitung von Antonio Pappano (Produzent: David Groves)
  - Hasse: Marc’Antonio e Cleopatra von Ars Lyrica Houston unter Leitung von Matthew Dirst (Produzent: Keith Weber)
  - Shchedrin: The Enchanted Wanderer vom Orchestra of the Mariinsky Theatre; Chorus of the Mariinsky Theatre unter Leitung von Valery Gergiev (Produzent: James Mallinson)
  - Sullivan: Ivanhoe vom BBC National Orchestra of Wales; Adrian Partington Singers unter Leitung von David Lloyd-Jones (Produzent: Brian Pidgeon)

Beste Chordarbietung (Best Choral Performance):
- Verdi: Requiem von Ildar Abdrasakow, Olga Borodina, Barbara Frittoli & Mario Zeffiri; Chicago Symphony Orchestra; Chicago Symphony Chorus unter Leitung von Riccardo Muti
- nominiert waren außerdem:
  - Bach: Cantatas von Bernarda Fink, Gerald Finley, Christian Gerhaher, Werner Güra, Julia Kleiter, Christine Schäfer, Anton Scharinger & Kurt Streit; Concentus Musicus Wien; Arnold Schoenberg Chor unter Leitung von Nikolaus Harnoncourt
  - Baltic Runes vom Estonian Philharmonic Chamber Choir unter Leitung von Paul Hillier
  - Haydn: The Creation von Julia Kleiter, Maximilian Schmitt & Johannes Weisser; Freiburger Barockorchester; RIAS Kammerchor unter Leitung von René Jacobs
  - Martin: Golgotha von Judith Gauthier, Marianne Beate Kielland, Adrian Thompson, Mattijs Van De Woerd & Konstantin Wolff; Estonian National Symphony Orchestra; Cappella Amsterdam & Estonian Philharmonic Chamber Choir unter Leitung von Daniel Reuss

Beste Soloinstrument-Darbietung mit Orchester (Best Instrumental Soloist(s) Performance with Orchestra):
- Mozart: Piano Concertos Nos. 23 & 24 von Mitsuko Uchida mit The Cleveland Orchestra
- nominiert waren außerdem:
  - Daugherty: Deus Ex Machina von Terrence Wilson mit der Nashville Symphony unter Leitung von Giancarlo Guerrero
  - Dorman, Avner: Mandolin Concerto von Avi Avital mit dem Metropolis Ensemble unter Leitung von Andrew Cyr
  - Kletzki: Piano Concerto in D Minor, Op. 22 von Joseph Banowetz mit dem Russian Philharmonic Orchestra unter Leitung von Thomas Sanderling
  - Porter, Quincy: Concerto for Viola & Orchestra von Eliesha Nelson mit der Northwest Sinfonia unter Leitung von John McLaughlin Williams

Beste Soloinstrument-Darbietung ohne Orchester (Best Instrumental Soloist(s) Performance Without Orchestra):
- Messiaen: Livre Du Saint-Sacrement von Paul Jacobs
- nominiert waren außerdem:
  - Chopin: The Nocturnes von Nelson Freire
  - Hamelin: Études von Marc-André Hamelin
  - Paganini: 24 Caprices von Julia Fischer
  - 20th Century Harp Sonatas von Sarah Schuster Ericsson

Beste Kammermusik-Darbietung (Best Chamber Music Performance):
- Ligeti: String Quartets Nos. 1 & 2 vom Parker Quartet
- nominiert waren außerdem:
  - Beethoven: Complete Sonatas for Violin & Piano von Isabelle Faust & Alexander Melnikow
  - Gnattali: Solo & Chamber Works for Guitar von Marc Regnier (Tacy Edwards, Natalia Khoma, Marco Sartor)
  - Porter, Quincy: Complete Viola Works von Eliesha Nelson & John McLaughlin Williams (Douglas Rioth; Northwest Sinfonia)
  - Schoenberg: String Quartets Nos. 3 & 4 vom Fred Sherry String Quartet (Christopher Oldfather, Rolf Schulte)

Beste Darbietung eines Kleinensembles (Best Small Ensemble Performance):
- Dinastia Borja von Hespèrion XXI & La Capella Reial de Catalunya (Pascal Bertin, Daniele Carnovich, Lior Elmalich, Montserrat Figueras, Driss El Maloumi, Marc Mauillon, Lluís Vilamajó & Furio Zanasi; Pascal Bertin, Daniele Carnovich, Josep Piera & Francisco Rojas) unter Leitung von Jordi Savall
- nominiert waren außerdem:
  - Ceremony and Devotion – Music for the Tudors von The Sixteen unter Leitung von Harry Christophers
  - Trondheimsolistene – In Folk Style von Emilia Amper & Gjermund Larsen; TrondheimSolistene unter Leitung von Øyvind Gimse & Geir Inge Lotsberg
  - Victoria: Lamentations of Jeremiah von The Tallis Scholars unter Leitung von Peter Phillips
  - Whitacre, Eric: Choral Music von den Elora Festival Singers (Carol Bauman & Leslie De'Ath) unter Leitung von Noel Edison

Beste klassische Gesangsdarbietung (Best Classical Vocal Performance):
- Sacrificium von Cecilia Bartoli mit Il Giardino Armonico unter Leitung von Giovanni Antonini
- nominiert waren außerdem:
  - Ombre De Mon Amant – French Baroque Arias von Anne Sofie von Otter mit Les Arts Florissants unter Leitung von William Christie
  - Turina: Canto A Sevilla von Lucia Duchonová mit NDR Radiophilharmonie unter Leitung von Celso Antunes
  - Vivaldi: Opera Arias – Pyrotechnics von Vivica Genaux mit Europa Galante unter Leitung von Fabio Biondi
  - Wagner: Wesendonck-Lieder von Measha Brueggergosman mit The Cleveland Orchestra unter Leitung von Franz Welser-Möst

Beste zeitgenössische klassische Komposition (Best Classical Contemporary Composition):
- Daugherty, Michael: Deus Ex Machina von Michael Daugherty (Giancarlo Guerrero)
- nominiert waren außerdem:
  - Henze, Hans Werner: Appassionatamente Plus von Hans Werner Henze (Stefan Soltész)
  - Lindberg, Magnus: Graffiti von Magnus Lindberg (Sakari Oramo)
  - Pärt, Arvo: Symphony No. 4 von Arvo Pärt (Esa-Pekka Salonen)
  - Shchedrin, Rodion Konstantinovich: The Enchanted Wanderer von Rodion Konstantinowitsch Schtschedrin (Valery Gergiev)

Bestes klassisches Crossover-Album (Best Classical Crossover Album):
- Tin, Christopher: Calling All Dawns von Sussan Deyhim, Lia, Kaori Omura, Dulce Pontes, Jia Ruhan, Aoi Tada & Frederica von Stade mit Anonymous 4, dem Soweto Gospel Choir und dem Royal Philharmonic Orchestra unter Leitung von Lucas Richman
- nominiert waren außerdem:
  - Meeting of the Spirits von Matt Haimovitz mit Amaryllis Jarczyk, Jan Jarczyk, John McLaughlin, Dominic Painchaud, Leanna Rutt & Matt Wilson
  - Off the Map von The Silk Road Ensemble
  - Roots – My Life, My Song von Jessye Norman mit Ira Coleman, Steve Johns, Mike Lovatt, Mark Markham & Martin Williams
  - Vocabularies von Bobby McFerrin

## Musikvideo
Bestes Musik-Kurzvideo (Best Short Form Music Video):
- Bad Romance von Lady Gaga (Regisseur: Francis Lawrence; Produzent: Heather Heller)
- nominiert waren außerdem:
  - Ain't No Grave/The Johnny Cash Project von Johnny Cash (Regisseur: Chris Milk; Produzenten: Jennifer Heath, Aaron Koblin, Rick Rubin)
  - Love the Way You Lie (Explicit Version) von Eminem & Rihanna (Regisseur: Joseph Kahn; Produzent: Maryann Tanedo)
  - Stylo von Gorillaz, Mos Def & Bobby Womack (Regie: Pete Candeland, Jamie Hewlett; Produzent: Cara Speller)
  - Fuck You! von CeeLo Green (Regisseur: Matt Stawski; Produzent: Paul Bock)

Bestes Musik-Langvideo (Best Long Form Music Video):
- When You're Strange von The Doors (Regisseur: Tom DiCillo; Produzenten: John Beug, Jeff Jampol, Peter Jankowski, Dick Wolf)
- nominiert waren außerdem:
  - No Distance Left to Run von Blur (Regie: Will Lovelace, Dylan Southern, Giorgio Testi; Produzenten: Thomas Benski, Laura Collins, Lucas Ochoa)
  - The Greatest Ears in Town: The Arif Mardin Story von Arif Mardin (Regie und Produzenten: Doug Biro, Joe Mardin)
  - Rush: Beyond the Lighted Stage von Rush (Regie und Produzenten: Sam Dunn, Scot McFadyen)
  - Under Great White Northern Lights von The White Stripes (Regisseur: Emmett Malloy; Produzenten: Ian Montone, Mike Sarkissian)

## Special Merit Awards

### Grammy Lifetime Achievement Award
- Roy Haynes
- Juilliard String Quartet
- Julie Andrews
- Kingston Trio
- Dolly Parton
- Ramones
- George Beverly Shea

Trustees Award
- Al Bell
- Wilma Cozart Fine
- Bruce Lundvall